# グラディオ作戦
グラディオ作戦 (英語: Operation Gladio、イタリア語: Operazione Gladio) は、1960年代半ばから1980年代前半の冷戦期のイタリアで、アメリカ合衆国と北大西洋条約機構（NATO）が操っていた謀略活動で、ボローニャ駅爆破テロ事件なども含まれる。名称はラテン語の「グラディウス（古代ローマの剣）」に由来する。

## 概要
当時ソビエト連邦と距離を取りながらユーロコミュニズムを唱えて左派に加えて中道派からの支持も得ていたイタリア共産党が大きな勢力となっていたイタリアにおいて、中央情報局（CIA）などの情報機関が「反共の強力な指導者を国民が求める」、もしくは「反共政権に国民の支持が向く」ようにし向けた。
極右政治家のリーチオ・ジェッリが代表を務め、現役のイタリア軍将校や与党政治家も加入していた極右反共組織「ロッジP2」などの協力のもとに右翼組織を使い、右翼組織とマフィアが仕掛けた一般人を標的とする無差別テロ事件が、「極左勢力による犯行」と見せかける秘密工作を行った。

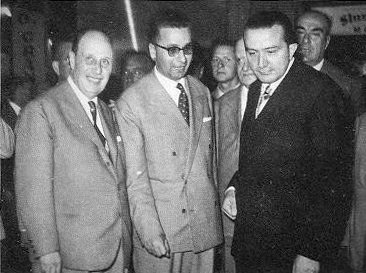
アンドレオッティとジェッリ

この工作には、1980年に起きた「ボローニャ駅爆破テロ事件」をはじめとする、当時イタリアで多発した一般人を多数巻き込んだ無差別テロ事件が含まれる。
冷戦終結直後の1991年に、現職首相であるジュリオ・アンドレオッティがこの作戦の存在を暴露、自身も関与した事実を認めて1992年4月に辞任した。